# Jean-Jacques Pelletier
Pour les articles homonymes, voir Pelletier.
Jean-Jacques Pelletier, né à Montréal au Québec en 1947, est un écrivain québécois et un enseignant de philosophie. 

## Biographie
Jean-Jacques Pelletier est né à Montréal, mais il passe son enfance et son adolescence à Drummondville dans le secteur de Saint-Nicéphore (anciennement appelé «Village Marcotte»).
Il étudie au Petit séminaire de Nicolet, où il obtient son baccalauréat, puis poursuit ses études à l'Université Laval où il obtient une maîtrise en philosophie,.
Dès 1970, il enseigne la philosophie au Cégep de Lévis-Lauzon, puis il quitte en 2004. Durant cette période, il s'implique syndicalement dans le cadre des négociations du secteur public avec le gouvernement québécois.
Auteur de romans, d'essais et de nouvelles, Pelletier écrit autant des thrillers, des polars et du fantastique que des essais sur l'écriture, sur la radio ou sur les placements financiers.
Son diptyque Le Bien des autres (2003-2004), qui fait partie de sa grande série Les Gestionnaires de l'apocalypse, remporte le prix Saint-Pacôme du roman policier en 2004. Il remporte ce prix une deuxième fois en 2018 pour son roman Deux balles, un sourire.
Il publie des chroniques, des nouvelles et des études dans la revue Alibis, dont il est le cofondateur. Sa novella Radio-Vérité: La radio du vrai monde publiée en 2005 dans Alibis porte sur la radio poubelle. L'auteur en fera en 2018 un roman qui porte le même titre,.
Sa nouvelle Le compteur d'os est publiée en 2009 dans le journal La Presse dans le cadre d'une série de créations inspirées de l'actualité. «Essai ou fiction, l’écriture de Pelletier vise d’abord, il tient à être absolument clair là-dessus, à "faire saisir la complexité du monde."»
Son essai intitulé La Fabrique de l’extrême : les pratiques ordinaires de l’excès, paru en 2012, est finaliste au prix du Gouverneur général 2013, dans la catégorie études et essais de langue française.
Dans certains de ses romans plus récents, la culture numérique se déploie de manière importante. En effet, l'auteur inclut dans ses intrigues les médias sociaux comme moyen pour influencer l'opinion publique. Dans Machine God, un personnage de terroriste a recours à des chatbots (agents conversationnels) afin de propager des idées sur l'Internet comme si c'était des virus.

## Œuvre

### Romans

#### SérieLes Gestionnaires de l’Apocalypse
- La Chair disparue, Les Gestionnaires de l'Apocalypse - 1, Québec, Alire, 1998, 656 p.  (ISBN 978-2-92214-523-6)
- L'Argent du monde, Vol. 1, Les Gestionnaires de l’Apocalypse - 2, Québec, Alire, 2001, 623 p.  (ISBN 978-2-92214-546-5)
- L'Argent du monde, Vol. 2, Les Gestionnaires de l’Apocalypse - 2, Québec, Alire, 2001, 593 p.  (ISBN 978-2-92214-547-2)
- Le Bien des autres, Vol. 1, Les Gestionnaires de l’Apocalypse - 3, Québec, Alire, 2003, 810 p.  (ISBN 978-2-92214-579-3)
- Le Bien des autres, Vol. 2, Les Gestionnaires de l’Apocalypse - 3, Québec, Alire, 2004, 652 p.  (ISBN 978-2-92214-580-9)
- La Faim de la Terre, Vol. 1, Les Gestionnaires de l’Apocalypse - 4, Québec, Alire, 2009, 788 p.  (ISBN 978-2-89615-045-8)
- La Faim de la Terre, Vol. 2, Les Gestionnaires de l’Apocalypse - 4, Québec, Alire, 2009, 852 p.  (ISBN 978-2-89615-046-5)

#### SérieLes Enquêtes d’Henri Dufaux
- Bain de sang, Montréal, Hurtubise, 2016, 487 p.  (ISBN 978-2-89723-877-3) réédité en 2022
- Deux balles, un sourire, Montréal,Hurtubise, 2017, 436 p.  (ISBN 978-2-89781-009-2)
- On tue, Lévis, Alire, 2019, 646 p.  (ISBN 978-2-89615-206-3)
- Rien, Lévis, Alire, 2023

#### SérieLes Débuts de F
- L’Homme trafiqué, Longueuil, Le Préambule, 1987, 297 p.  (ISBN 978-2-89133-086-2)
- La Femme trop tard, Montréal, Québec/Amérique, 1994, 477 p.  (ISBN 978-2-89037-752-3)
- Blunt - les treize derniers jours, Beauport, Alire, 1996, 509 p.  (ISBN 978-2-92214-500-7)

#### SérieNatalya et Victor Prose
- Les Visages de l'Humanité, Québec, Alire, 2012, 556 p.  (ISBN 978-2-89615-085-4)
- Dix petits hommes blancs, Montréal, Hurtubise, 2014, 574 p.  (ISBN 978-2-89723-484-3)
- Machine God, Montréal, Hurtubise, 2015, 479 p.  (ISBN 978-2-89723-698-4)

### Nouvelles
- L'homme à qui il poussait des bouches, Québec, L'Instant même, 1994, 102 p.  (ISBN 978-2-92119-738-0)
- L'assassiné de l'intérieur, Québec, L'Instant même, 1997, 187 p.  (ISBN 978-2-92119-775-5)
- Intérieurs, Montréal, Bibliothèque québécoise, 2018, 147 p.  (ISBN 978-2-89406-418-4)

### Essais
- Pour inquiéter et pour construire, Paroisse Notre-Dame-des-Neiges, Éditions Trois-Pistoles, coll. Écrire, 2002, 257 p.  (ISBN 978-2-89583-032-0)
- Les Taupes frénétiques: La montée aux extrêmes, Montréal, Hurtubise, 2012, 451 p.  (ISBN 978-2-89647-884-2)
- La Fabrique de l'extrême : les pratiques ordinaires de l'excès, Montréal, Hurtubise, 2012, 437 p.  (ISBN 978-2-89647-998-6)
- La Prison de l'urgence. Les émois de Néo-Narcisse, Montréal, Hurtubise, 2013, 179 p.  (ISBN 978-2-89723-096-8)
- Questions d'écriture, Montréal, Hurtubise, 2014, 340 p.  (ISBN 978-2-89723-366-2)

### Ouvrages de gestion
- Caisses de retraite et placements : introduction à la gestion des placements, Montréal, Sciences et cultures, 1994, 444 p.  (ISBN 978-2-89092-160-3)
- Gestion financière des caisses de retraite, Montréal, Béliveau, 2008, 792 p.  (ISBN 978-2-89092-403-1)
- Le bas de laine mangé par les mythes : la caisse de dépôt et placement du Québec, Montréal, Septentrion, 2025, 312 p.  (ISBN 978-2-89791-604-6)

## Prix et honneurs
- 1993 : Premier prix du Concours de nouvelles de Radio-Canada pour La Bouche barbelée[10]
- 2004 : Prix Saint-Pacôme du roman policier 2004 pour Le Bien des autres, tomes 1 et 2[10]
- 2010 : Invité d’honneur du Salon du Livre de Montréal[11]
- 2010 : Président d’honneur du Salon du Livre de l’Outaouais[12]
- 2011 : Récipiendaire du Mérite du français dans la culture / Francofête[13]
- 2018 : Prix Saint-Pacôme du roman policier 2018 pour Deux balles, un sourire[3]